# Guy Hellers
Guy Hellers (Luxemburg, 10 oktober 1964) is een voormalig Luxemburgs voetballer die zes jaar lang (2004-2010) bondscoach was van het Luxemburgs voetbalelftal. Hij speelde als verdedigende middenvelder tijdens zijn actieve carrière.

## Clubcarrière
Hellers begon zijn loopbaan bij de Luxemburgse clubs US Bacscharage en CS Hollerich. In 1982 ging hij naar het Franse FC Metz. Na twee jaar verliet hij Metz en ging naar de Belgische eersteklasser Standard Luik. Daar speelde hij in zeventien jaar in totaal 383 competitiewedstrijden en scoorde hij dertig keer. Hellers werd er in september 1999 ontslagen na een conflict tussen enerzijds de spelersgroep, waarvan hij aanvoerder was, en anderzijds trainer Tomislav Ivić en sterke man Luciano D'Onofrio.
In 2001 zette Hellers een punt achter zijn voetbalcarrière bij F91 Dudelange.

## Erelijst
Standard Luik
- Beker van België

1993
- Luxemburgs Sportman van het Jaar

1990, 1995
- Monsieur Football

1984, 1986, 1991, 1992, 1993, 1995, 1997

## Interlandcarrière
Hellers speelde in totaal 55 wedstrijden voor de nationale ploeg, waarin hij tweemaal scoorde. Hij maakte zijn debuut op 9 oktober 1982 in de EK-kwalificatiewedstrijd tegen Griekenland, die met 2-0 verloren ging door twee doelpunten van Nikos Anastopoulos. Hellers is befaamd om het doelpunt dat hij op woensdag 7 juni 1995 maakte in de EK-kwalificatiewedstrijd tegen Tsjechië. Met de enige treffer van de wedstrijd, gemaakt in de 89ste minuut, voorkwam hij dat het Nederlands elftal voortijdig werd uitgeschakeld voor de EK-eindronde in Engeland (1996).

## Trainerscarrière
In 2004 volgde Hellers de Deen Allan Simonsen op als bondscoach van Luxemburg. Zes jaar later nam hij ontslag. Hellers werd opgevolgd door oud-international Luc Holtz. In 1990 en 1995 werd Hellers verkozen tot Luxemburgs Sportman van het jaar.